# Liste des partis politiques en Islande
Les partis politiques d’Islande participent au système politique multipartiste. À la suite des élections législatives de 2021, 8 partis sont représentés à l'Althing, le parlement islandais.

## Partis politiques actuellement représentés au Parlement
Après les élections législatives islandaises de 2021, il y a 8 partis représentés à l’Althing :
- Parti de l'indépendance (Sjálfstæðisflokkurinn, Sja) : 16 membres, fondé en 1929[1].
- Parti du progrès (Framsóknarflokkurinn, Fram) : 13 membres, fondé en 1916[2].
- Mouvement des verts et de gauche (Vinstrihreyfingin grænt framboð, VG) : 8 membres, fondé en 1999[3].
- Alliance (Samfylkingin, SAM) : 6 membres, fondé en 2000[4].
- Parti du peuple : 6 membres, fondé en 2016.
- Parti de la réforme (Viðreisn), 5 membres, fondé en 2014.
- Parti pirate (Píratapartýið) : 6 membres, fondé en 2012[5].
- Parti du centre : 3 membres, fondé en 2017.

## Autres partis (actuellement sans représentants au Parlement)
- Parti humaniste (Húmanistaflokkurinn), fondé en 1984, se présente épisodiquement aux élections législatives (quatre fois entre 1987 et 2016) mais sans parvenir à obtenir des sièges.
- Heimssýn (World View), fondé en 2002, ne s'est jamais présenté aux élections.
- Union souveraine (Samtök Fullveldissinna), fondé en 2009, ne s'est jamais présenté aux élections.
- Parti de l'optimisme (Bjartsýnisflokkurinn), fondé en 2012, ne s'est jamais présenté aux élections.
- Parti de la liberté civile (Lýðfrelsisflokkurinn), fondé en 2012[6], ne s'est jamais présenté aux élections.
- Aube (Dögun), fondé en 2012, s'est présenté aux élections de 2013, 2016 et 2017 sans obtenir de siège.
- Front populaire islandais (Alþýðufylkingin), fondé en 2013, présente des candidats aux élections de 2013, 2016 et 2017 sans obtenir de siège.
- Front national islandais (Íslenska þjóðfylkingin), fondé en 2016, présente des candidats aux élections de 2016 sans obtenir de siège.
- Mouvement de résistance nordique, branche islandaise fondée en 2016, a une activité très faible en Islande.
- Parti socialiste islandais (Sósíalistaflokkur Íslands), fondé en 2017, présente des candidats aux élections de 2021 sans obtenir de siège.
- Parti de la liberté (Frelsisflokkurinn), fondé en 2017, ne s'est pas encore présenté aux élections.
- Parti libéral-démocrate, présente des candidats aux élections de 2021 sans obtenir de siège.
- Avenir responsable, présente des candidats aux élections de 2021 sans obtenir de siège.

## Anciens partis
Les partis disparus sont classés par ordre chronologique de création.
- Home Rule Party (Heimastjórnarflokkurinn, 1900-1924)
- Parti réformiste (Framfaraflokkurinn, 1900-1902)
- Old Independence Party (Sjálfstæðisflokkurinn eldri, 1907-1927)
- Parti social-démocrate (Alþýðuflokkurinn, 1916-1999), fusionné dans Alliance.
- Parti communiste (Kommúnistaflokkur Íslands, 1930–1938), devenu Parti de l'unité populaire / Parti socialiste.
- Parti nationaliste (Flokkur Þjóðernissinna, 1934-1944)
- Parti de l'unité du peuple - Parti socialiste (Sameiningarflokkur alþýðu - Sósíalistaflokkurinn, 1938-1968), devenu Alliance populaire.
- Parti pour la préservation nationale (Þjóðvarnarflokkurinn, 1953-1979)
- Alliance du peuple (Alþýðubandalagið, 1956-1998), fusionné dans Alliance.
- Union des libéraux et de la gauche (Samtök frjálslyndra og vinstri manna (SFV), 1969-1974)
- Parti communiste (marxiste-léniniste) (Kommúnistaflokkurinn (m-l), 1972-1980)
- Liste des femmes (Samtök um kvennalista, 1983-2000), fusionné dans Alliance.
- Parti des citoyens (Borgaraflokkurinn, 1987-1994)
- Réveil de la Nation (Þjóðvaki, 1994-2000), fusionné dans Alliance.
- Mouvement de la démocratie (Lýðræðishreyfingin, 1998-2009)
- Parti libéral (Frjálslyndi flokkurinn (FF), 1998-2012), fusionné dans Aube.
- Nouveau pouvoir (Nýtt afl, 2002-2009)
- Mouvement islandais - Terre vivante (Íslandshreyfingin – lifandi land, 2007-2009)
- Mouvement des citoyens (Borgarahreyfingin, 2009-2012), ses députés créent le nouveau parti Le Mouvement en 2009, fusionné dans Aube.
- Le Mouvement (Hreyfingin, 2009-2012), fondé par d'anciens députés du Mouvement des citoyens, fusionné dans Aube.
- Meilleur parti (Besti flokkurinn, 2009-2014), la plupart de ses membres ayant rejoint Avenir radieux.
- Parti populaire vert de droite (Hægri Grænir, 2010-2016), dissout au sein du Front national islandais[7].
- Solidarité (Samstaða, 2012-2014)[8].
- Avenir radieux (Björt framtíð, 2012-2019), représenté au Parlement jusqu'en 2017.
- Arc-en-ciel (Regnboginn, 2013-2013)
- Parti rural (Landsbyggðarflokkurinn, 2013-2014)
- Parti démocratique islandais (Lýðræðisvaktin, 2013-2016)
- Parti des ménages (Flokkur Heimilanna, 2013-2016)